# Kasachischer Fußballpokal 1992
Der Kasachische Fußballpokal 1992 war die erste Austragung des Pokalwettbewerbs im Fußball in Kasachstan nach der Unabhängigkeit von der Sowjetunion. Pokalsieger wurde der FK Qairat Almaty, der sich im Finale gegen Fosfor Dschambul durchsetzte.

## Modus
In allen Begegnungen wurde der Sieger in einem Spiel ermittelt. Stand es nach der regulären Spielzeit von 90 Minuten unentschieden, kam es zur Verlängerung von zweimal 15 Minuten und falls danach immer noch kein Sieger feststand zum Elfmeterschießen.

## 1. Runde
| Datum      |                         | Ergebnis               |                       |
| ---------- | ----------------------- | ---------------------- | --------------------- |
| 08.05.1992 | Schiger Schymkent       | 2:1                    | Metallist Petropawl   |
| 08.05.1992 | FK Qairat Almaty        | 1:0                    | Schachtjor Qaraghandy |
| 08.05.1992 | Gornjak-Atlant Satpajew | 1:2                    | Wostok Öskemen        |
| 08.05.1992 | Chimik Qostanai         | 3:0                    | FK Ekibastus          |
| 08.05.1992 | Montaschnik Türkistan   | 7:1                    | Spartak Semipalatinsk |
| 08.05.1992 | Metallurg Schesqasghan  | 1:2                    | Zenit Kökschetau      |
| 08.05.1992 | Fosfor Dschambul        | 3:0                    | FK Aqtau              |
| 08.05.1992 | Schetissu Taldyqorghan  | 0:0 n. V., (3:4 i. E.) | FK Kökschetau         |

## Achtelfinale
| Datum      |                       | Ergebnis |                        |
| ---------- | --------------------- | -------- | ---------------------- |
| 28.05.1992 | FK ZSKA Almaty        | 0:3      | Qaisar Qysylorda       |
| 28.05.1992 | Bolat Temirtau        | 0:3      | Gornjak FK Chromtau    |
| 28.05.1992 | Schiger Schymkent     | 2:3      | FK Qairat Almaty       |
| 28.05.1992 | Wostok Öskemen        | 3:2      | Zelinnik Zelinograd    |
| 28.05.1992 | Aktjubinez Aktjubinsk | 0:2      | Traktor Pawlodar       |
| 28.05.1992 | FK Kökschetau         | 2:3      | Montaschnik Türkistan  |
| 28.05.1992 | Zenit Kökschetau      | 0:4      | Fosfor Dschambul       |
| 28.05.1992 | Chimik Qostanai       | 1 3:0 1  | SKIF-Arsenal Schymkent |

## Viertelfinale
| Datum      |                       | Ergebnis |                     |
| ---------- | --------------------- | -------- | ------------------- |
| 26.06.1992 | Montaschnik Türkistan | 0:3      | Fosfor Dschambul    |
| 26.06.1992 | Traktor Pawlodar      | 4:1      | Chimik Qostanai     |
| 24.07.1992 | Qaisar Qysylorda      | 4:3      | Gornjak FK Chromtau |
| 29.07.1992 | FK Qairat Almaty      | 4:0      | Wostok Öskemen      |

## Halbfinale
| Datum      |                  | Ergebnis              |                  |
| ---------- | ---------------- | --------------------- | ---------------- |
| 04.08.1992 | Fosfor Dschambul | 2:0                   | Traktor Pawlodar |
| 04.08.1992 | Qaisar Qysylorda | 2:2 n. V. (3:4 i. E.) | FK Qairat Almaty |

## Finale
| Paarung          | FK Qairat Almaty – Fosfor Dschambul |
| Ergebnis         | 5:1 (2:0) |
| Datum            | 8. August 1992 |
| Stadion          | Zentralstadion, Almaty |
| Zuschauer        | 500 |
| Schiedsrichter   | Aleksandr Borissow |
| Tore             | 1:0 Juri Naydowski (9.) 2:0 Juri Najdowski (36.) 3:0 Sergei Klimow (59.) 4:0 Sergei Wolgin (68.) 5:0 Askar Abildajew (77.) 5:1 Oleg Litwinenko (88.) |
| FK Qairat Almaty | Witaliý Kafanow – Bachyt Jensebajew, Alexander Skljarow (75. Qairat Karimow), Qairat Aimanow, Sergei Wolgin – Qairat Slambekow (75. Waleri Jablotschkin), Sergei Klimow (70. Serik Scheilitbajew), Askar Abildajew, Juri Naydowski – Wachid Masudow, Sergei Anaschkin Cheftrainer: Baqtijar Baysejitow                                               |
| Fosfor Dschambul | Igor Schebin – Ruslan Ismailow (12. Oleg Katschagin), Sergei Tagijew, Oleg Litwinenko, Jerlan Jeleusinow (46. Igor Awdejew) – Sergei Sawin (61. Farchat Mirsәlimbajew), Ghani Qaynasarow, Sergei Wischnjakow (77. Jakow Schtscherbakow), Marat Sysdyqow – Anatoli Belski, Alexander Schmarikow (46. Asamat Nijasimbetow) Cheftrainer: Wait Talghajew |
| Gelbe Karten     | keine – Ghani Qaynasarow, Marat Sysdyqow |